# ویکلو
ویکلو (به انگلیسی: Wicklow) یک شهرک در ایرلند است که در استان لینستر واقع شده‌است.

## خصوصیات
ویکلو ۶٬۷۶۱ نفر جمعیت دارد و ۶۹ متر بالاتر از سطح دریا واقع شده‌است.

## خواهرخوانده
شهر مونتینیه لو بروتونو خواهرخواندهٔ ویکلو هست.

## نگارخانه

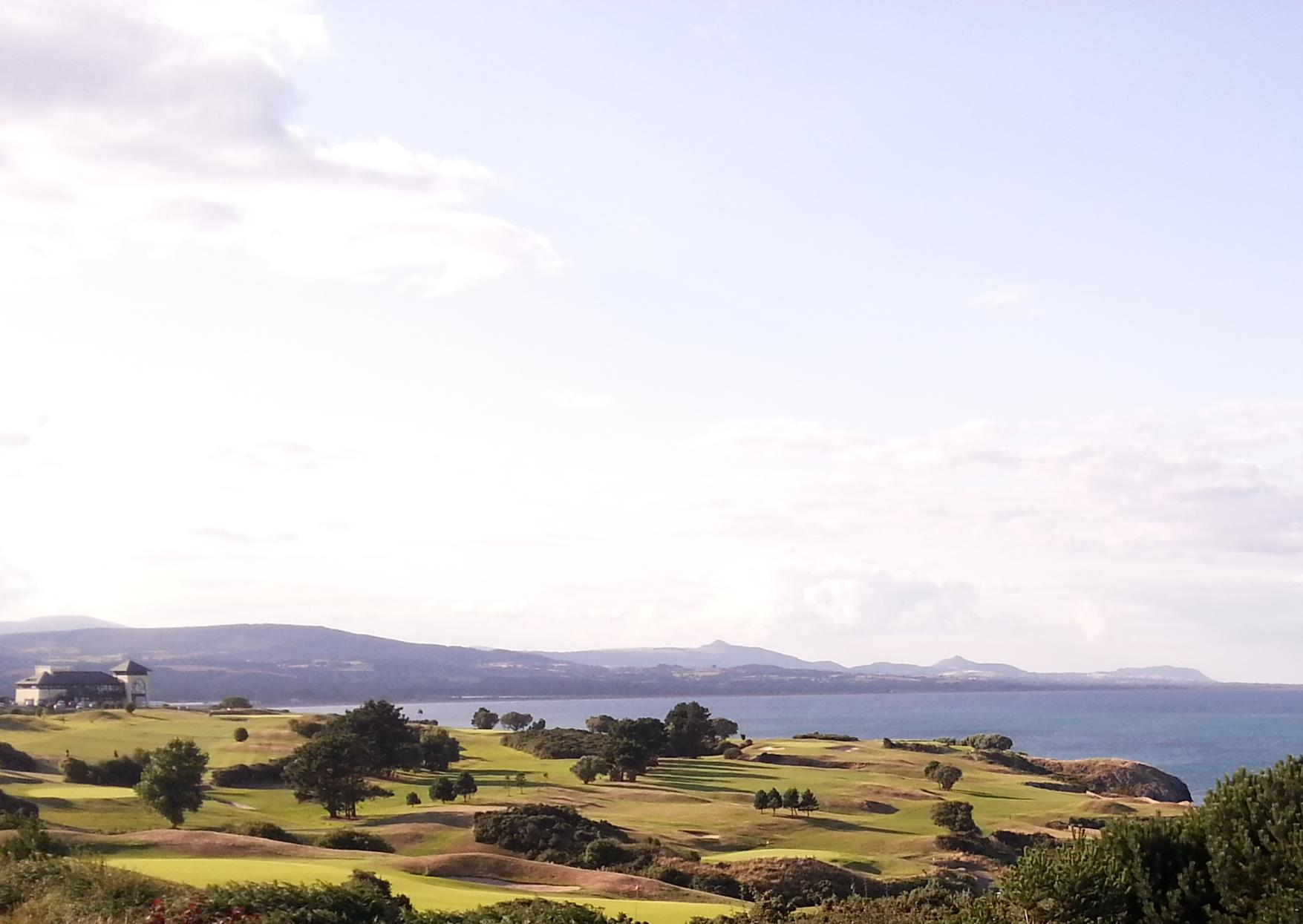
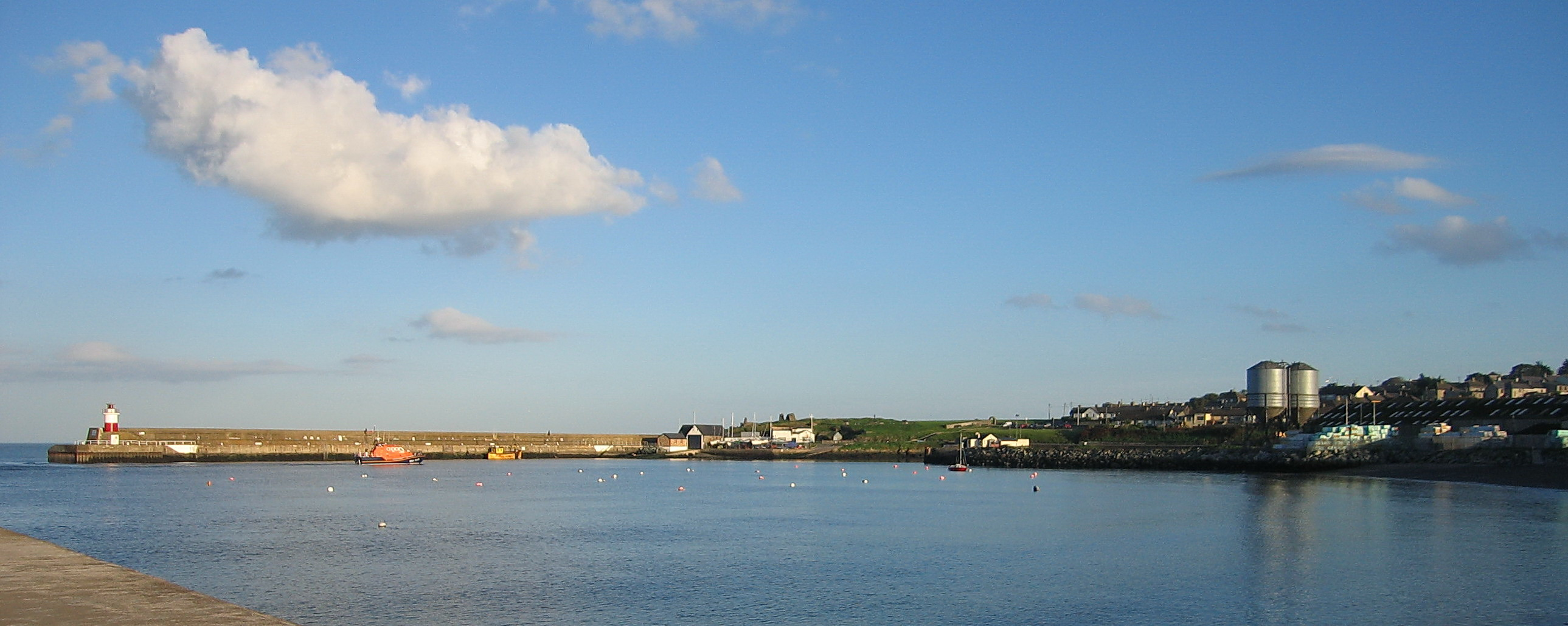
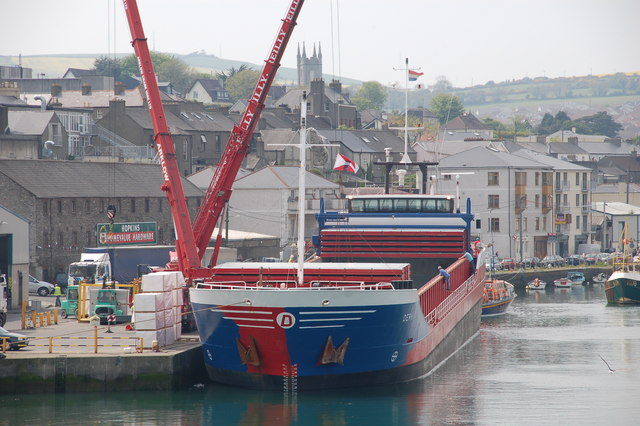
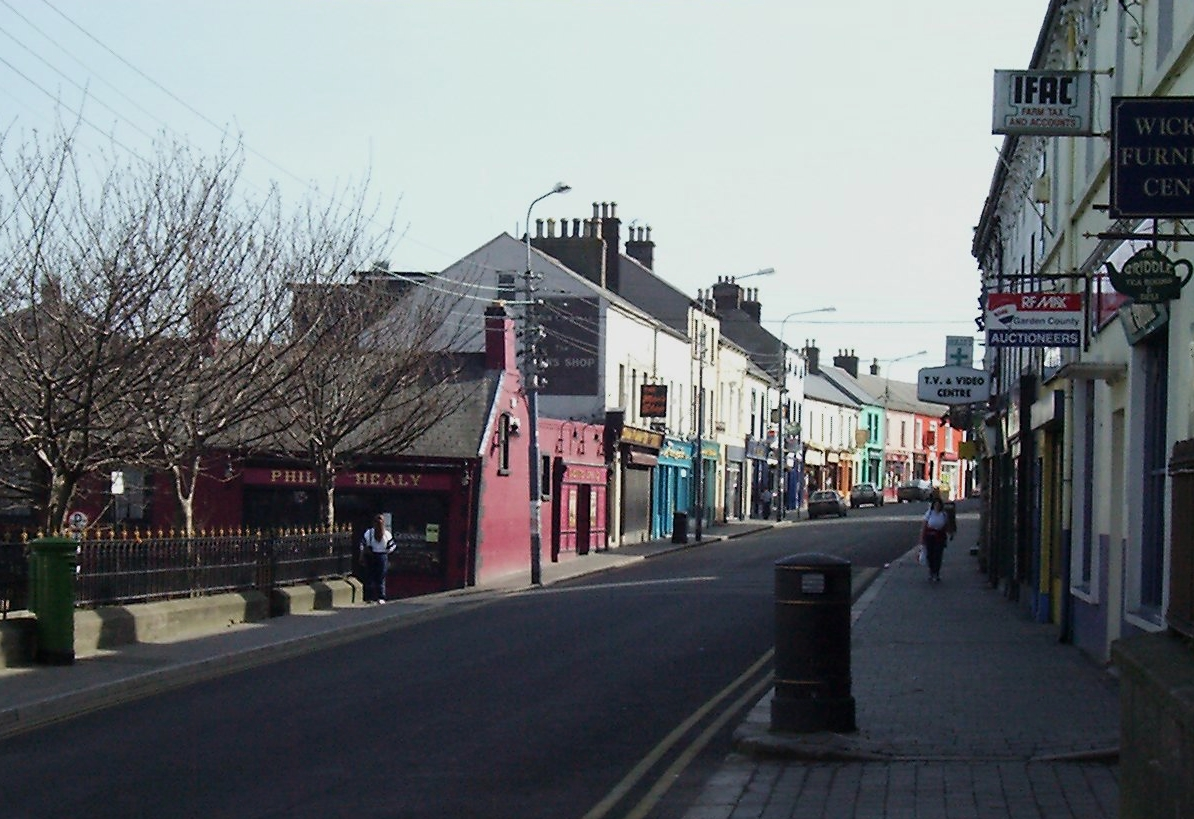
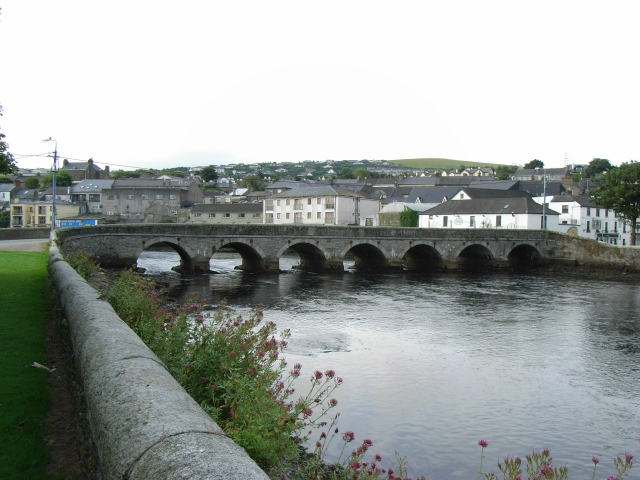